# ميكائيل دايريستام
ميكائيل دايريستام (بالسويدية: Mikael Dyrestam)‏ (10 ديسمبر 1991 بغوتنبرغ في السويد - ) هو لاعب كرة قدم سويدي في مركز الدفاع. شارك مع منتخب السويد تحت 19 سنة لكرة القدم ومنتخب السويد تحت 21 سنة لكرة القدم ومنتخب السويد لكرة القدم. أما مع النوادي، فقد لعب مع إن إي سي نيميخن ونادي أوليسوند ونادي غوتبورغ ونادي العدالة ونادي نجران.

## روابط خارجية
- ميكائيل دايريستام على موقع الاتحاد الأوربي (الإنجليزية)
- ميكائيل دايريستام على موقع اتحاد النرويج (النرويجية)
- ميكائيل دايريستام على موقع اتحاد السويد (السويدية)
- ميكائيل دايريستام على موقع قاعدة بيانات كرة القدم.إي يو (الإنجليزية)
- ميكائيل دايريستام على موقع ناشيونال فوتبول تيمز (الإنجليزية)
- ميكائيل دايريستام على موقع Soccerway.com (الإنجليزية)
- ميكائيل دايريستام على موقع عالم كرة القدم.نت (الإنجليزية)